# Преступность в Тринидаде и Тобаго
Уровень преступности на островах Тринидад и Тобаго является достаточно высоким. Одним из наиболее криминогенных районов является Лавентиль, где часто происходили убийства и вооружённые нападения и ведётся торговля наркотиками.

## Убийства
С 1999 по 2008 годы полицией был зафиксирован рост числа убийств (в том числе с участием ОПГ). В 2008 году была подтверждена насильственная смерть 528 человек, что считается антирекордом в стране. С 2017 по 2019 годы число убийств, совершённых за год, превышало отметку в 500 (по данным на январь 2018 года, в среднем в стране ежемесячно совершалось около 40 убийств). По данным на 13 февраля 2020 года, с начала года в стране было зафиксировано 67 насильственных смертей.
Наиболее криминогенным в плане убийств является Порт-оф-Спейн: если в 1980-е годы среднее количество убийств за год достигало 50, то к 1998 году эта цифра выросла до 97, к 2006 — до 360 (30 убийств на 100 тысяч жителей), а к 2008 году — 529, хотя позже стала снижаться. Одной из причин подобной криминальной активности являются войны преступных группировок и торговля наркотиками в бедных районах восточной части города, хотя некоторые полагают, что роль наркоторговли здесь завышена. Для борьбы против преступности управление полиции Тринидада и Тобаго занялось улучшением условий службы офицеров, внедрением камер наблюдения на разных объектах и приглашением зарубежных специалистов.

## Другие преступления
До 2006 года в стране фиксировалось большое количество похищений людей, которое за последующие годы значительно снизилось. Однако, вместе с тем динамика таких преступлений, как кражи и вооружённые нападения, не изменилась в лучшую сторону, на что влияет экономическая ситуация в городах (в том числе в Порт-оф-Спейне).